# Bawola Głowa
Bawola Głowa (Bawół, Głowa Bawola) – polski herb szlachecki.

## Opis herbu

### Opis historyczny
Juliusz Ostrowski blazonuje herb następująco:

W polu czerwonem bawola głowa czarna wprost. Nad hełmem w koronie trzy pióra strusie.

### Opis współczesny
Opis skonstruowany współcześnie brzmi następująco:
Na tarczy w polu czerwonym głowa bawola czarna.
W klejnocie trzy pióra strusie.
Labry herbowe czerwone, podbite czernią.

## Geneza
Według Piotra Małachowskiego, herb ma swój początek wśród książąt litewskich.
Nie ma pewności z jakiego okresu pochodzi dany herb. Franciszek Piekosiński spekuluje, że jego wizerunek występuje w Herbarzu Arsenalskim, jako herb biskupa wileńskiego, Wojciecha Tabora. Jednakże ten dostojnik duchowny używał herbu Półkozic. Nietrudno tutaj o pomyłkę, ponieważ oba herby przedstawiają zwierzęcą głowę na czerwonym polu. Piekosiński uważa, że herb ten przedstawia pieczęć Jachny z Dworów (Jachna de Dworow) z 1454 roku oraz Ondraszowa, bojara litewskiego z 1434 roku. Jednak współczesny heraldyk, Józef Szymański, nie wymienia tego herbu ani wśród herbów średniowiecznych (tutaj wręcz, za zapiską z 1401 utożsamia herb o nazwie Bawola Głowa z Wieniawą) ani XVI-wiecznych. Wówczas pierwszą wzmiankę o tym herbie należałoby przesunąć na wiek XVIII i herbarz Niesieckiego.

Bawola Głowa ma również swoje odmiany, herb Bolszewski oraz prawdopodobnie herb Janowski .

Odmiana herbu Bawola Głowa, Bolszewski.
Prawdopodobna odmiana herbu Bawola Głowa, Janowski.

## Herbowni
Lista herbownych w artykule sporządzona została na podstawie wiarygodnych źródeł, zwłaszcza klasycznych i współczesnych herbarzy. Należy jednak zwrócić uwagę na częste zjawisko przypisywania rodom szlacheckim niewłaściwych herbów, szczególnie nasilone w czasie legitymacji szlachectwa przed zaborczymi heroldiami, co zostało następnie utrwalone w wydawanych kolejno herbarzach. Identyczność nazwiska nie musi oznaczać przynależności do danego rodu herbowego. Przynależność taką mogą bezspornie ustalić wyłącznie badania genealogiczne.
Pełna lista herbownych nie jest dziś możliwa do odtworzenia, także ze względu na zniszczenie i zaginięcie wielu akt i dokumentów w czasie II wojny światowej (m.in. w czasie powstania warszawskiego w 1944 spłonęło ponad 90% zasobu Archiwum Głównego w Warszawie, gdzie przechowywana była większość dokumentów staropolskich). Lista nazwisk znajdująca się w artykule pochodzi z Herbarza polskiego, Tadeusza Gajla (48 nazwisk). Występowanie na liście nazwiska nie musi oznaczać, że konkretna rodzina pieczętowała się herbem Bawola Głowa. Często te same nazwiska są własnością wielu rodzin reprezentujących wszystkie stany dawnej Rzeczypospolitej, tj. chłopów, mieszczan, szlachtę. Jest to jednakże dotychczas najpełniejsza lista herbownych, uzupełniana ciągle przez autora przy kolejnych wydaniach Herbarza. Tadeusz Gajl wymienia następujące nazwiska uprawnionych do używania herbu Bawola Głowa:
Aksamitowski, Andrejewicz, Axamitowski, Bartoszewicz, Dargiewicz, Dąbrowski, Dougin, Dowgin, Dowginowicz, Dowgiń, Dowgird, Dowgirt, Dowmont, Giełwanowski, Ilcewicz, Jackiewicz, Janczyński, Jączyński, Jundził, Jundziłł, Kierdziuk, Kirdziewicz, Kordziuk, Kucewicz, Kuniewicz, Losen, Łastowski, Łukaszewicz, Michałowski, Mikowicz, Nagrodzki, Pawłowski, Pobikrowski, Racewicz, Sesicki, Sędomiński, Siesicki, Siesiecki, Steckiewicz, Szyłański, Tubielewicz, Tubilewicz, Tulcewicz, Walentynowicz, Zaleski, Złotkowski, Żochła, Żogło.

### Znani herbowni
- Jan Chryzostom Dowmont Siesicki

- Kazimierz Władysław Siesicki
- Antoni Bagniewski